# メネデール

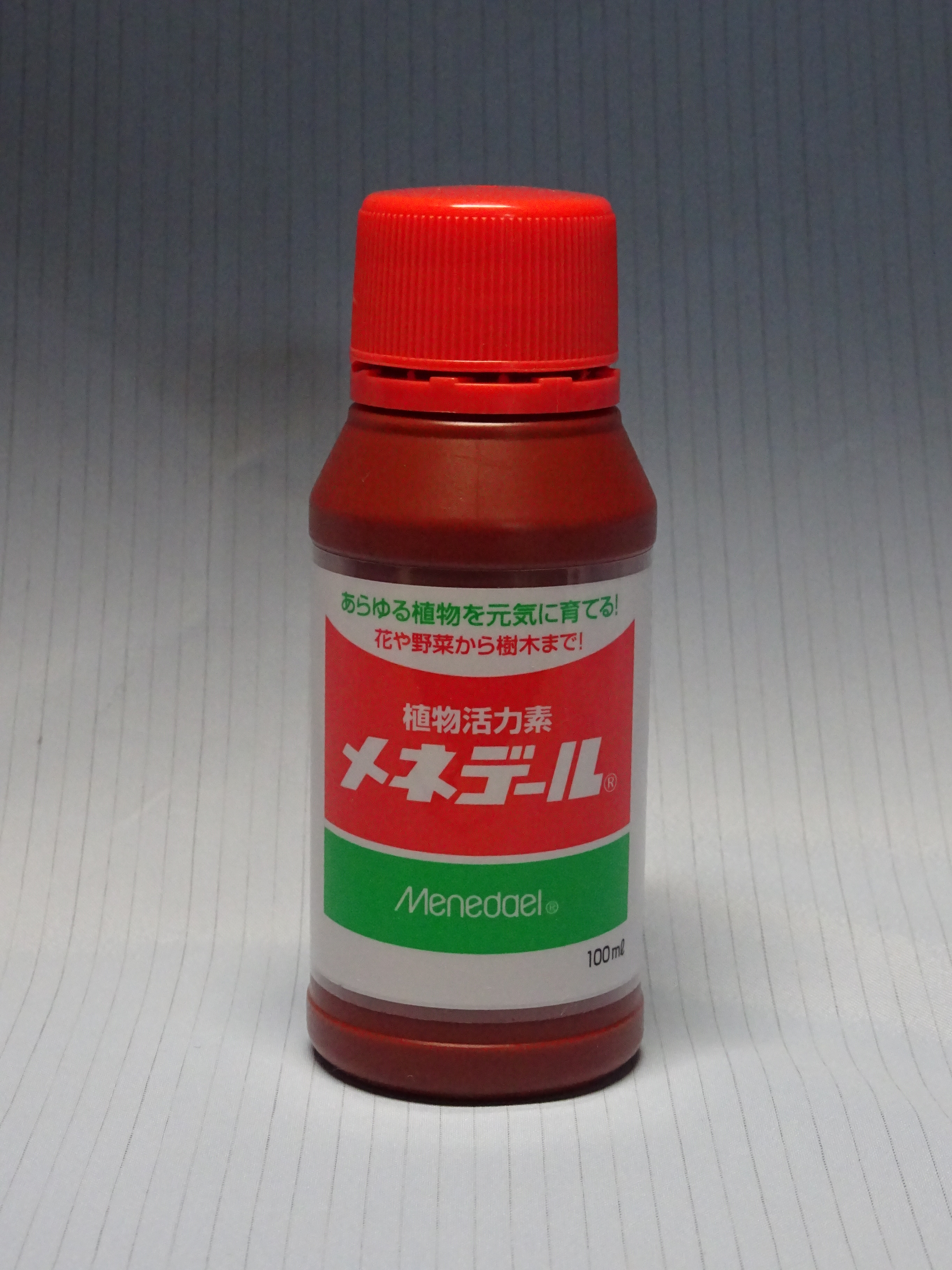
メネデール（100ml瓶）

メネデール株式会社（MENEDAEL Co.,Ltd.）は大阪府大阪市北区に本社を置く園芸用活力剤及び肥料メーカーである。1954年設立。

## 会社概要
主に園芸用植物の活力剤として知られる「メネデール」の製造販売を中心におこなう。その他液体肥料なども製造している。
製品名ならびに社名の「メネデール」はその名の通り、「植物にとって一番の活力源である、芽と根が出る」ことに因んだものである。
「メネデール」は植物活力剤のパイオニア的製品であり、主に園芸用のホームセンターを中心に広く取り扱いがなされており、近年ではその植物への高い活力を取り戻す効能を買われて、都市部での緑化計画などに一役買うことも多くなっている。